# Allonothrus neotropicus
Allonothrus neotropicus är en kvalsterart som beskrevs av Balogh och Sandór Mahunka 1969. Allonothrus neotropicus ingår i släktet Allonothrus och familjen Trhypochthoniidae. Inga underarter finns listade i Catalogue of Life.